# Oscar Varona Varona
Oscar Varona Varona (Cuba, 22 de julho de 1949) é um ex-basquetebolista cubano que integrou a Seleção Cubana que conquistou a Medalha de Bronze disputada nos XX Jogos Olímpicos de Verão realizados em Munique em 1972.